# Symphurus regani
Symphurus regani is een straalvinnige vissensoort uit de familie van hondstongen (Cynoglossidae). De wetenschappelijke naam van de soort is voor het eerst geldig gepubliceerd in 1929 door Weber & de Beaufort.